# 卡斯泰尔诺多藏
卡斯泰尔诺多藏（法語：Castelnau-d'Auzan，法語發音：[kastɛlno dozan]）是法国热尔省的一个旧市镇，属于孔东区。2016年，卡斯泰尔诺多藏与市镇拉巴雷尔合并为新市镇卡斯泰尔诺多藏-拉巴雷尔。

## 地理
卡斯泰尔诺多藏（43°56'54"N, 0°5'9"E）面积43.79 平方千米，位于法国奧克西塔尼大區热尔省，该省份为法国西南部内陆省份，北起顺时针与洛特-加龙省、塔恩-加龙省、上加龙省、上比利牛斯省、大西洋比利牛斯省和朗德省接壤。
与卡斯泰尔诺多藏接壤的市镇（或旧市镇、城区）包括：埃欧兹。

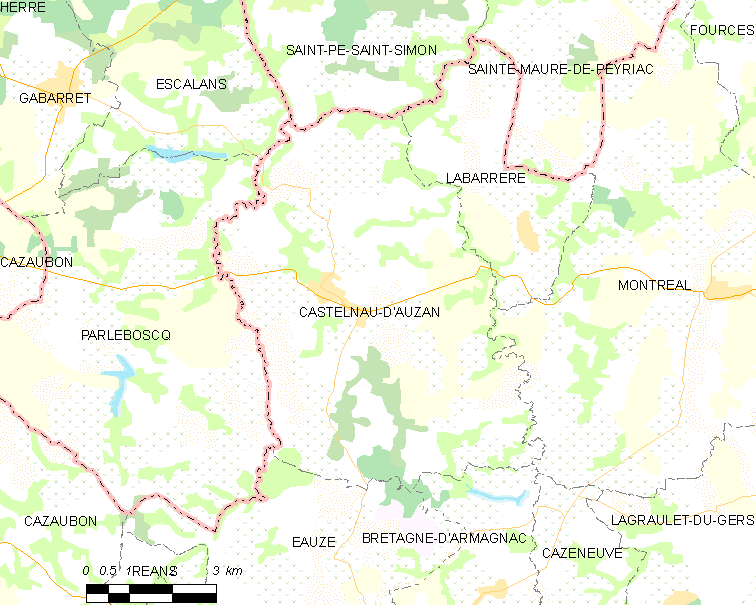
卡斯泰尔诺多藏的OSM定位图

卡斯泰尔诺多藏的时区为UTC+01:00、UTC+02:00（夏令时）。

## 行政
卡斯泰尔诺多藏的邮政编码为32440、32250，INSEE市镇编码为32079。

## 政治
卡斯泰尔诺多藏所属的省级选区为阿马尼亚克-泰纳雷兹县。

## 人口

1962-2008年间卡斯泰尔诺多藏人口变化图示

卡斯泰尔诺多藏于2013时的人口数量为1047人。